# Krühner Mühle
Krühner Mühle war ein Wohnplatz in der preußischen Provinz Pommern.
Die Krühner Mühle war eine Wassermühle, die bis 1945 zum Gut Krühne gehörte. Sie lag etwa 1 ½ Kilometer nördlich von Krühne am Lossbach, der hier kurz vor seiner Einmündung in die Persante zu einem Mühlteich aufgestaut war.
Die Krühner Mühle wurde möglicherweise bereits im Mittelalter angelegt. Erstmals erwähnt wurde sie im Jahre 1554 bei der Visitation der Kirche in Groß Jestin. In Ludwig Wilhelm Brüggemanns Ausführlicher Beschreibung des Herzogtums Vor- und Hinterpommern (1784) ist sie im Artikel über Krühne nur kurz als „eine Wassermühle“ genannt. Um 1860 gehörte neben der Wassermühle auch eine Windmühle zu der Mühlenbesitzung, die aber später aufgegeben wurde.
Im Jahre 1816 wurden hier neun Einwohner gezählt, im Jahre 1885 zehn Einwohner und im Jahre 1905 sieben Einwohner.
Die Krühner Mühle gehörte zu dem im 19. Jahrhundert gebildeten Gutsbezirk Krühne. Mit dem Gutsbezirk Krühne wurde sie 1928 nach Kerstin eingemeindet, dort aber amtlich nicht als eigener Wohnplatz geführt.
Nach 1945 kam das Gebiet, wie ganz Hinterpommern, an Polen. Heute liegt der Wohnplatz wüst. Die Wüstung liegt in der Woiwodschaft Westpommern, im Gemeindegebiet der polnischen Gmina Dygowo (Gemeinde Degow) an der Grenze zur Gmina Gościno (Gemeinde Groß Jestin).